# Sewers
Sewers är det finländska death metal-bandet Torture Killers tredje studioalbum, släppt den 25 februari 2009. Det är bandets enda album med Juri Sallinen på sång.

## Låtlista
1. "Crypts" – 4:21
2. "I Bathe in Their Blood" – 4:11
3. "The Art of Impalement" – 3:48
4. "By Their Corpse" – 3:38
5. "Coffins" – 3:21
6. "Rats Can Sense the Murder" – 2:48
7. "Scourging At the Pillar" – 3:48
8. "Sewers" – 3:14

## Medverkande
- Juri Sallinen – sång
- Kim Torniainen – elbas
- Tuomas Karppinen – gitarr
- Jari Laine – gitarr, bakgrundssång
- Tuomo Latvala – trummor